# L-アラビノースイソメラーゼ
L-アラビノースイソメラーゼ(L-arabinose isomerase、EC 5.3.1.4)は、以下の化学反応を触媒する酵素である。
L-アラビノース{\displaystyle \rightleftharpoons }L-リブロース
従って、この酵素の基質はL-アラビノース、生成物はL-リブロースである。
この酵素は、異性化酵素、特にアルドースやケトースを相互転換する分子内酸化還元酵素に分類される。系統名は、L-アラビノース アルドース-ケトース-イソメラーゼ(L-arabinose aldose-ketose-isomerase)である。この酵素は、ペントース及びグルクロン酸の相互変換に関与している。
L-アラビノースの炭素源としての利用の経路の第1段階として、この酵素でL-アラビノースからL-リブロースへの転換を触媒する。

## 構造
2007年末現在で、2つの構造が解かれている。蛋白質構造データバンクのコードは、2AJTと2HXGである。

## 関連文献
- HEATH EC, HORECKER BL, SMYRNIOTIS PZ, TAKAGI Y (1958). “Pentose fermentation by Lactobacillus plantarum. II. L-arabinose isomerase”. J. Biol. Chem. 231 (2):  1031–7. PMID 13539034.
- Nakamatu T, Yamanaka K (1969). “Crystallization and properties of L-arabinose isomerase from Lactobacillus gayonii”. Biochim. Biophys. Acta. 178 (1):  156–65. PMID 5773448.